# Francisco Camet
Francisco Carmelo Camet (* 16. September 1876 in Buenos Aires; † 15. Juli 1931 in Miramar) auch bekannt als Eduardo Camet war ein argentinischer Fechter.

## Biografie
Francisco Camet, der in Paris studierte, nahm an den Olympischen Sommerspielen 1900 in Paris als einziger Athlet aus Argentinien teil. Somit gilt er als erster argentinischer Olympionike. Im Degenfechten konnte er bis ins Finale vordringen und wurde in der Gesamtwertung Fünfter.
Vier Jahre später kam sein Sohn Carmelo Camet zur Welt, der ebenfalls mit dem Fechtsport begann und 1928 an den Olympischen Spielen in Amsterdam eine Bronzemedaille mit der Mannschaft gewann.